# Верхнее (озеро)
Ве́рхнее (англ. Lake Superior, фр. Lac Supérieur, оджибве Gichigami) — озеро в Северной Америке, самое крупное, глубокое и холодноводное в системе Великих озёр. Абсолютная высота водного зеркала — 183 м над уровнем моря; оно расположено выше всех остальных Великих американских озёр. Является самым большим по площади пресным озером мира (82,1 тыс. км²) и вторым по величине в мире из всех озёр, уступая солёному Каспийскому морю приблизительно в 5 раз. Озеро находится на границе Канады и США — с севера располагается канадская провинция Онтарио, на западе и юге — американские штаты Миннесота, Висконсин и Мичиган.

## Этимология
На языке оджибве озеро называется Gichigami, что значит «Большая вода». В «Песни о Гайавате» Генри Уодсворта Лонгфелло это название записано как «Gitche Gumee».
В XVII веке французскими исследователями озеро было названо фр. le lac supérieur — «самое высокое озеро», поскольку располагалось оно над озером Гурон. Позднее англичане адаптировали это название, пояснив, что озеро является крупнейшим (superior) по размеру на континенте, поэтому часто в просторечии оно так и называется — Великое озеро.

## География и гидрология

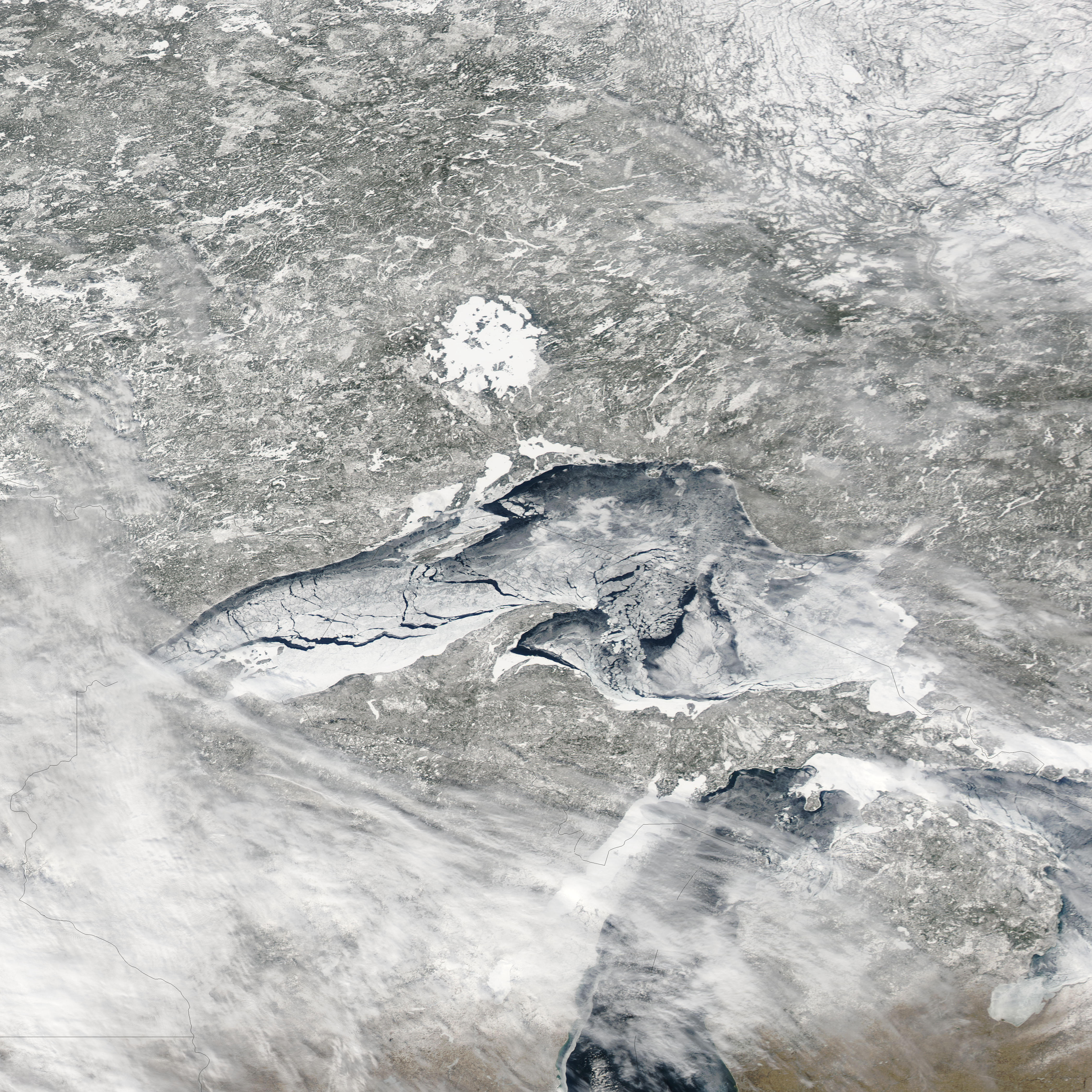
Лёд на озере в марте 2009 года (MODIS)

Озеро Верхнее расположено северо-западнее остальных Великих озёр, его северный берег расположен в канадской провинции Онтарио, а южный — в американских штатах Мичиган, Висконсин и Миннесота. Абсолютная высота водного зеркала — 183 м над уровнем моря; оно расположено выше всех остальных Великих озёр. Верхнее — один из крупнейших в мире пресноводных резервуаров, содержащий больше воды, чем все остальные Великие озёра вместе взятые. По площади является вторым в мире (после Каспийского моря), среди пресноводных озёр занимает первое место, а по объёму воды — четвёртое (после Каспийского моря, Байкала и Танганьики). Длина озера, вытянутого с востока на запад, — 563 км, максимальная ширина — 257 км. Площадь Верхнего составляет 82 100 км² (по данным Большой российской энциклопедии — 82,4 тыс. км²), оценки длины береговой линии разнятся от 4385 км с островами до 4768 км, что является вторым показателем этого параметра среди Великих озёр после озера Гурон. Его средняя глубина 147 м, максимальная — 406 м, объём воды согласно БРЭ — 12,2 тыс. км³ (Агентство по охране окружающей среды США указывает объём в 12,1 тыс. км³ при наиболее низком уровне воды). 
Геологическая основа Верхнего — глубокий Срединно-континентальный разлом, тянущийся почти на 1,5 тысячи километров от его восточной оконечности до южного Канзаса. В результате прохождения ледников из разлома были выдавлены песчаники и вулканогенно-осадочные породы, а более прочные магматические породы образовали границы будущего озера. Впадина начала заполняться талой водой при отступлении Висконсинского ледника около 11 тысяч лет назад; территория современного озера полностью очистилась ото льда к 6-му тысячелетию до н. э. Береговая линия сильно изрезана, имеются крупные заливы — Кивино, Уайтфиш, Агава, Мишипикотен. Крупнейшие острова: Айл-Ройал, Мадлен, Мишипикотен и острова Апосл. На севере берега высокие (до 400 м) и скалистые, а на юге — в основном низменные и песчаные.
Площадь водосборного бассейна (не включая площади самого озера) составляет 127,7 тыс. км². В Верхнее впадает свыше 300 рек и ручьёв, в том числе Нипигон, Сент-Луис, Пиджон, Пик, Уайт, Мишипикотан и Каминистиква. С юга у озера нет крупных притоков; самыми полноводными южными притоками являются небольшие реки Стерджон и Такуаменон. Основной сток осуществляется через реку Сент-Мэрис в озеро Гурон. При современном объёме озера его вода могла бы полностью стечь за 191 год.
Вода в озере холодная и прозрачная. Температура центральной части озера даже летом не превышает 4 °C, а зимой не замерзает из-за штормов. Прибрежная зона покрыта льдом в среднем с начала декабря по конец апреля.

## Экология
Человеческой деятельностью затронуты лишь около 5 % побережья Верхнего, и таким образом оно в значительно меньшей степени страдает от загрязнения, чем другие Великие озёра, а флора и фауна озера и его побережья подвергаются меньшей опасности. В частности это касается рыб, нерестящихся в отдалении от берега и на глубине — таких как озёрный голец-кристивомер, озёрная ряпушка, сельдевидный сиг и обыкновенный валёк. С другой стороны, рыбы, мечущие икру в непосредственной близости от берега (среди которых американская палия, кумжа, светлопёрый судак, жёлтый и малоротый окунь, озёрный осётр и щука), страдают от потери естественной среды обитания в большей степени.
Среди болотистых земель вокруг Верхнего значительную часть составляют переходные болота, характерные для кислых песчаных почв и холодного климата. В таких болотах процессы гниения замедляются. Характерная флора переходных болот — насекомоядные растения, вахта, зверобой продырявленный и подбел обыкновенный. Встречаются также болота более общего вида, растительность которых включает камышевидник обыкновенный, колокольчик Campanula aparinoides, вейник Calamagrostis canadensis, таволгу вязолистную и иву Salix petiolaris. Большая часть берегов озера покрыта лесом — либо северным бореальным, с преобладанием ели, пихты бальзамической и берёзы бумажной, либо листопадным, в основном состоящим из дубов, клёнов, буков и вязов. Вблизи озера обитают 59 видов млекопитающих (в том числе белохвостый олень, чёрный медведь, пума, волк и исчезающая летучая мышь Myotis septentrionalis) и многочисленные виды птиц, включая такие угрожаемые виды, как древесница Киртланда и золотокрылый пеночковый певун, а также острохвостый тетерев, воротничковый рябчик и дикая индейка.
Большая часть загрязнения озера происходит через атмосферу. С 1979 года средняя летняя температура поверхности воды в Верхнем выросла на 2,5 °C. Растущая температура воды благоприятствует размножению таких инвазивных видов, как морская минога; в общей сложности с 1970 года в озере обнаружены почти 40 видов организмов, не являющихся аборигенными и наряду с рыбами включающих водных беспозвоночных, рыбьих паразитов, водные и береговые растения.
В 2015 году в Канаде был учреждён Национальный морской заповедник Озеро Верхнее. Он занимает примерно 10 880 км² в северной части озера, что составляет приблизительно 1/8 от его общей акватории или 1/3 от её канадской части. В эту площадь входят примерно 60 км² суши, представленные мелкими островами (9 островов площадью более 100 га и все острова меньшей площадью, за исключением находящихся в частном владении). На территории заповедника объектами охраны являются как естественные объекты (водные процессы, отдельные биологические виды), так и многочисленные археологические локации, число которых на этой территории достигает 70. Половина из археологических локаций относится к доевропейскому периоду человеческой деятельности. Наземные природоохранные зоны, окружённые морским заповедником или прилегающие к нему, включают провинциальные парки Острова Слейт, Слипинг-Джайент, Руби-Лейк, заповедники Эдвард-Айленд, Порфири-Айленд, Шешиб-Бей, Грейвел-Ривер, Шрайбер-Чаннел и другие.

## История
В конце XVI и начале XVII века северный берег озера был местом временных поселений индейцев народа оджибве, на пути их откочёвки от Залива Святого Лаврентия на запад к озеру Гурон. Первым европейцем, увидевшим озеро, скорее всего, был француз Этьенн Брюле — переводчик Самюэля де Шамплена, побывавший в этих местах с проводниками-гуронами в 1622—1623 годах. В 1659 и 1660 годах на северном берегу озера аборигены уже торговали пушниной с европейцами, а в 1667 году миссионер-иезуит Клод-Жан Аллуэ обогнул озеро и картографировал его.
Во второй половине 1670-х годов в районе современного Су-Сент-Мари побывали вначале Юг Ранден, а затем Даниэль дю Лю, который 2 июля 1679 года официально объявил эти земли собственностью Франции. Озеро оставалось важным центром торговли пушниной на протяжении столетия, сначала под французским, а затем под британским контролем; с 1817 года торговлю к югу от границы вела Американская меховая компания. В 1783 году по инициативе Бенджамина Франклина, проявившего интерес к месторождениям меди на острове Айл-Ройал, США выкупили этот остров у Великобритании. В 1797 году были построены первые шлюзы у Су-Сент-Мари, призванные обеспечить судоходство в обход порогов на реке Сент-Мэрис. Международная граница между США и Канадой (на тот момент британской колонией в Северной Америке) по озеру Верхнему установлена в 1842 году договором Уэбстера — Ашбертона. В 1880-е годы вдоль северного берега Верхнего по Канадскому щиту была проложена Канадская тихоокеанская железная дорога, по которой в регион прибывали поселенцы и доставлялось оборудование для лесозаготовок и горных разработок. В 1959 году озеро стало частью Морского пути Святого Лаврентия, обеспечивающего прохождение морских судов на всём своём протяжении.

## Хозяйственное использование
Колебания уровня зарегулированы для целей судоходства и энергетики. Озеро Верхнее является важным звеном водного пути по Великим озёрам, который проходит по шлюзованным каналам у города Су-Сент-Мари в обход порогов на реке Сент-Мэрис. Главные порты: Дулут, Сьюпириор, Ашленд (США), Тандер-Бей (Канада). Сезон навигации продолжается восемь месяцев. Через порт Тандер-Бей осуществляется перевозка зерна, выращиваемого в Канадских прериях. Железная руда транспортируется через Таконайт-Харбор и Ту-Харборс (Миннесота) и Маркетт (Мичиган). Железо, зерно и мука отгружаются в совместном порту городов Дулут и Сьюпириор.
В окрестностях Верхнего расположены месторождения ценных полезных ископаемых. С 1848 года в регионе (в особенности в горах Маркетт в Мичигане и Месаби в Миннесоте) ведётся добыча и выплавка железа, с 1855 года (после открытия судоходного канала) перевозимого водным путём вниз по течению. Со временем добыча железа сократилась (рядом с озером по-прежнему добываются и обогащаются таконит и другие бедные руды), однако продолжается добыча серебра (в районе Тандер-Бея), никеля (к северу от озера) и меди (к югу).
В обширных лесах, покрывающих берега озера, ведётся вырубка деревьев государственными и частными лесозаготовительными компаниями. Регион играет важную роль в туристической индустрии, в том числе как места сезонной охоты и спортивной рыбалки.

## В искусстве
На берегах Верхнего озера происходит основная часть действия поэмы Генри Лонгфелло «Песнь о Гайавате».
В романе Тамы Яновиц «На прибрежье Гитчи-Гюми» действие также происходит на берегах Верхнего озера, а его индейское название стало частью названия произведения.
10 ноября 1975 года в результате сильного шторма на озере Верхнем погиб сухогруз Edmund Fitzgerald. Это крушение получило широкую известность благодаря посвящённой ему песне Гордона Лайтфута.